# Gelis edentatus
Gelis edentatus är en stekelart som först beskrevs av Forster 1850.  Gelis edentatus ingår i släktet Gelis och familjen brokparasitsteklar. Arten är reproducerande i Sverige. Inga underarter finns listade i Catalogue of Life.